# Вулиця Мундяк
Ву́лиця Мундя́к — вулиця в Залізничному районі Львова на Левандівці. Бічна вулиці Калнишевського, від якої веде нумерацію будинків. Вулиця має ґрунтове покриття, без хідників.

## Історія та забудова
З 1957 року називалася «вулиця Новосільна». 1993 року отримала сучасну назву на честь львівської літературознавиці Марії Мундяк. Забудова п'ятиповерхова 1960-х років. Під № 5 двоповерховий житловий будинок 1950-х років.

## Галерея

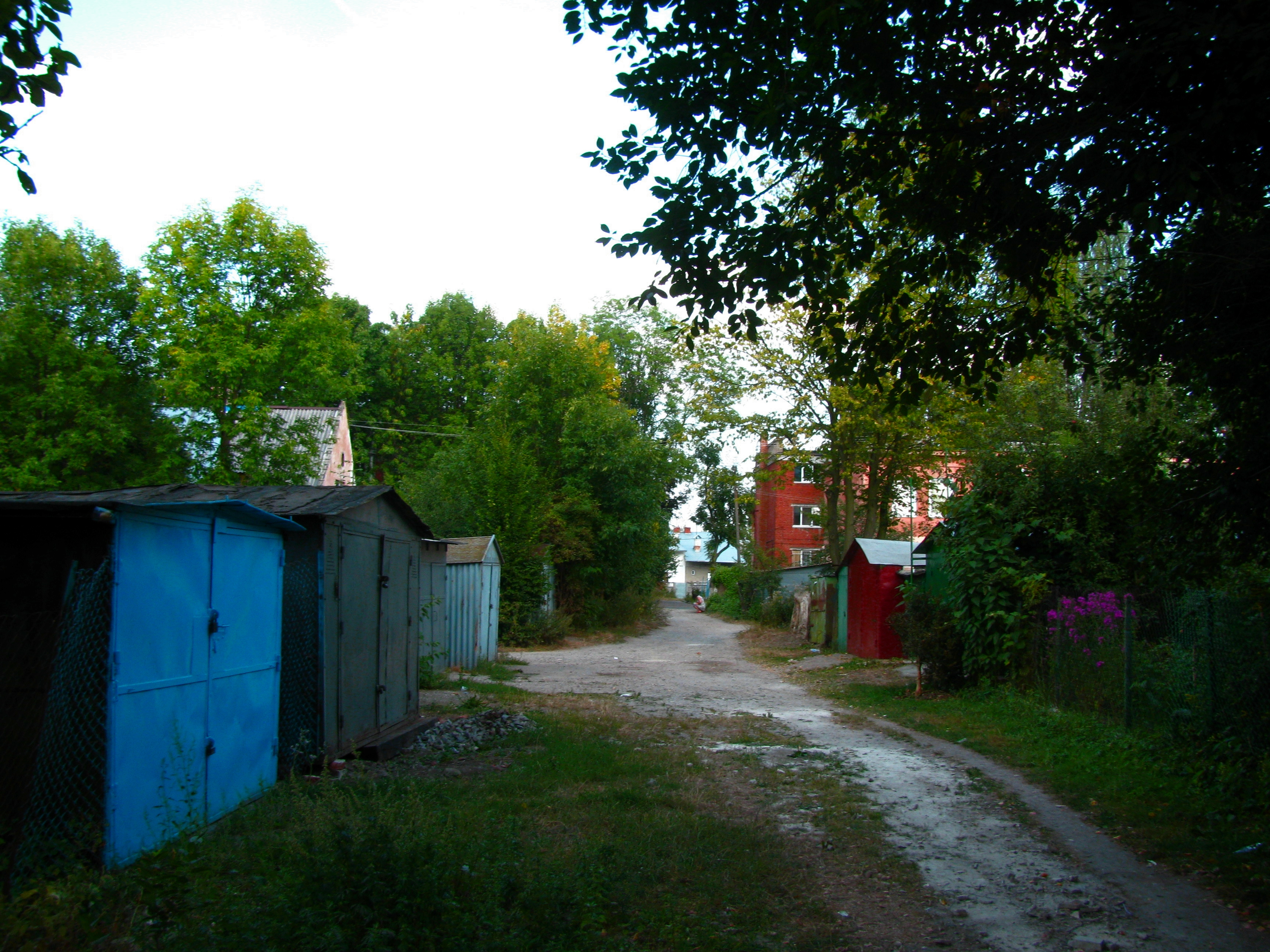
Середня частина вулиці (2013)